# Tyson Carter
Tyson Gregory Carter (Starkville, 14 gennaio 1998) è un cestista statunitense.

## Palmarès

### Squadra
- VTB United League: 1

Zenit San Pietroburgo: 2021-2022
- Copa del Rey: 2

Málaga: 2023, 2025
- Supercoppa spagnola: 1

Málaga: 2024
- Basketball Champions League: 2

Málaga: 2023-2024, 2024-2025
- Coppa Intercontinentale: 1

Málaga: 2024

### Individuale
- MVP Coppa del Re: 1

Málaga: 2023
- Basketball Champions League Final Four MVP: 1

Málaga: 2024-2025